# Álvaro Affonso de Miranda Neto

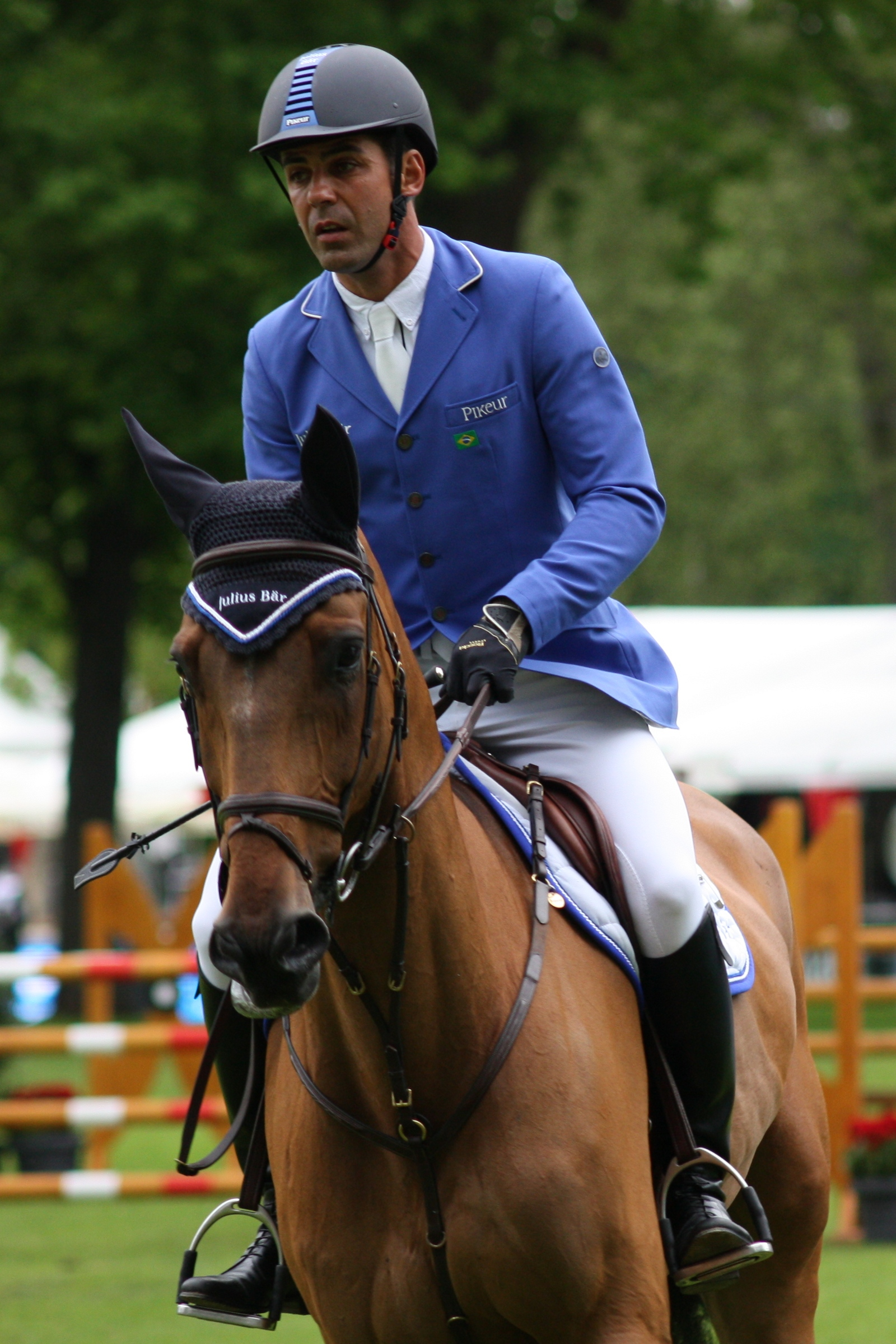
Álvaro Affonso de Miranda Neto

Álvaro Affonso de Miranda Neto (São Paulo, 5 februari 1973), ook bekend als Doda de Miranda, is een Braziliaanse paardensporter met het springconcours als specialisme. Hij kwam uit voor Brazilië tijdens de Pan-Amerikaanse Spelen van 2003 en de Olympische Zomerspelen van 2004.
De Miranda trainde met Nelson Pessoa in België. Hij was aanvankelijk getrouwd met het Braziliaanse fotomodel Sibele Dorsa, met wie hij een dochter kreeg, maar scheidde later van haar. In 2002 leerde hij de springruiter Athina Roussel kennen, de enige kleindochter en erfgename van Onassis. In 2005 trouwde hij met haar. Een jaar later liet ze haar naam officieel veranderen in Athina Onassis de Miranda. Het paar woonde afwisselend in Brussel en São Paulo. In 2016 raakte bekend dat Doda en Athina gingen scheiden wat in 2017 werd doorgevoerd. 
volgens Daily Mail, Begin juni 2016 wordt bekend dat Doda en Athina gaan scheiden. 